# Freikorps en el Báltico

Bandera de la División de Hierro.

Los Freikorps en el Báltico fueron unas organizaciones paramilitares anticomunistas organizadas por el Imperio alemán. 

## Historia
Después de firmar del Tratado de Brest-Litovsk el 3 de marzo de 1918, el Báltico fue cedido a los germanos que establecieron gobiernos títeres a las órdenes del Ober Ost para favorecer a los alemanes étnicos encabezados por el príncipe Leopoldo de Baviera (1846-1930). Tras el fin de la Gran Guerra con una derrota alemana, el 11 de noviembre, el Imperio debía retirar sus tropas de los territorios ocupados, pero los Aliados insistieron en que permanecieran en la zona, a fin de impedir su conquista por el Ejército Rojo. Así, el mayor Josef Bischoff (1872-1948) forma la Eiserne Brigade (alemán: «Brigada de Hierro») en Letonia con él como Freikorpsführer. Mientras, Alfred Fletcher (1875-1959) formaba el Baltische Landeswehr, una tropa de 14.000 hombres, 64 aviones, 56 piezas de artillería y 156 ametralladoras.
A fines de febrero de 1919 estaban encargados de proteger el puerto de Liepāja, pero el siguiente mes avanzaron sobre Ventspils y tomaron rumbo hacia Riga desde el sur, expulsando a los bolcheviques de la zona con ayuda estonia. El 16 de abril organizaron un golpe de Estado en Liepāja para instalar un gobierno títere al mando del pastor luterano Andrievs Niedra (1871-1942). El gobierno provisional independentista, formado el 18 de noviembre pasado, se refugió en el buque Saratow. El 23 de mayo toman Riga y siguen hasta el río Daugava, pero poco después continúan con rumbo a Cēsis. Para entonces, los alemanes estaban más ocupados atacando a los estonios y letones que luchando contra los bolcheviques. Fue entonces que el general estonio Johan Laidoner (1884-1953) exige que no crucen el río Gauja mientras toma Gulbene.
El 19 de junio los alemanes atacan Cēsis, haciéndose con Straupe y Limbaži, pero dos días después los estonios de Laidoner detienen el ataque y toman la iniciativa, obligando al enemigo a retirarse el 23 de junio. El 3 de julio los Aliados intervienen y fuerzan la firma de un armisticio, justo cuando los estonios y letones se preparaban para marchar sobre Riga. Tras eso, los paramilitares germanos inician su retorno a su hogar. Había expulsado a los bolcheviques, pero el proyectado protectorado alemán había fenecido.